# Savoie Technolac
Savoie Technolac est un technopôle situé en France sur les communes du Bourget-du-Lac et de La Motte-Servolex dans le département de la Savoie en région Auvergne-Rhône-Alpes.
Savoie Technolac fédère un écosystème d’entreprises, de centres de recherche et d’enseignement supérieur tels que le CIH d’EDF, l’INES CEA, Energy Pool, une myriade de start up, l’Université Savoie Mont Blanc… pour faire des énergies un enjeu de développement économique.
Le pôle propose un incubateur et un accélérateur de croissance d’entreprises innovantes sur un territoire applicatif qui atteindra 150 ha à l’horizon 2030. 
Savoie Technolac rassemble 230 entreprises, 3 500 emploi, 1 000 chercheurs et 5 000 étudiants.

## Histoire

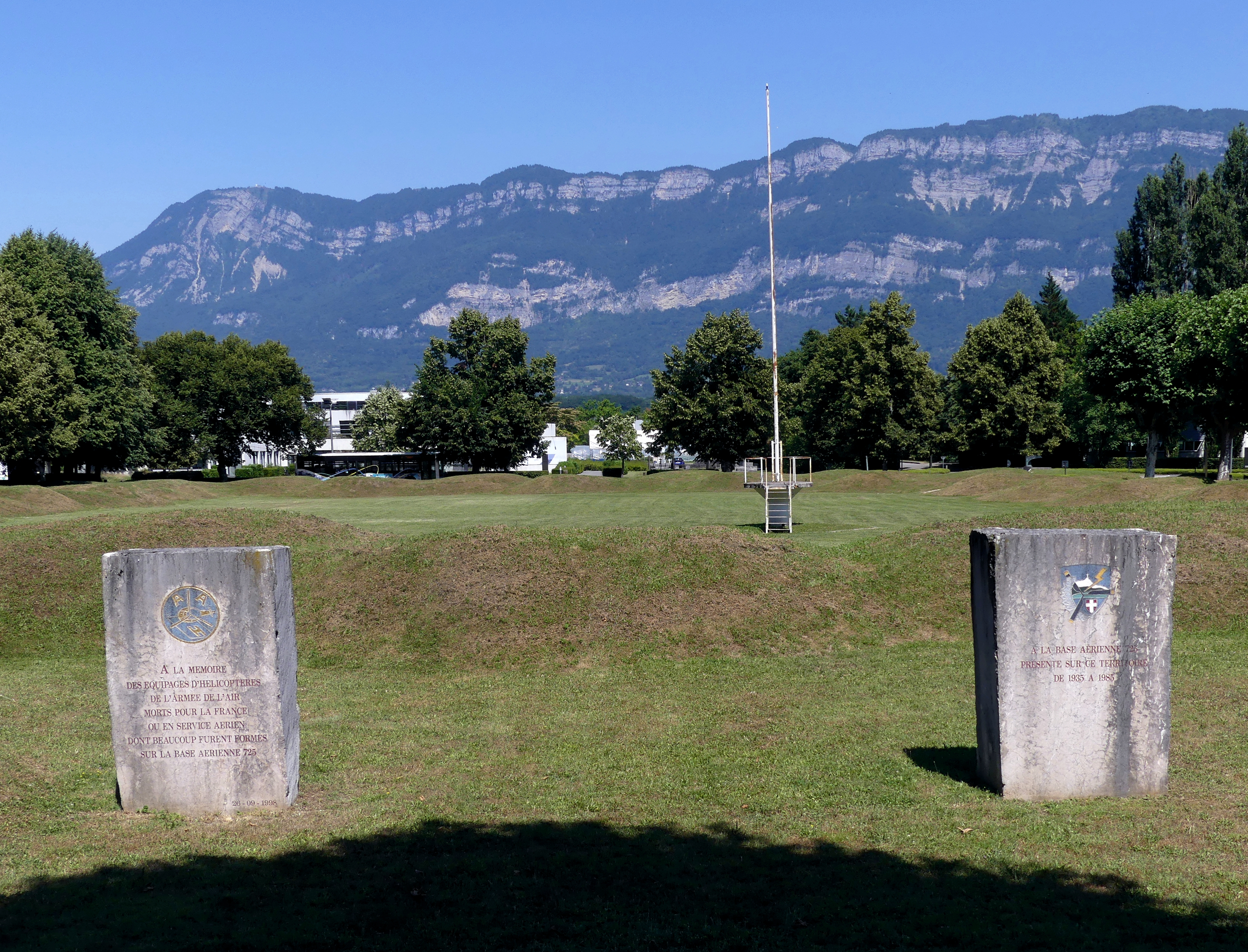
Ancienne place d'armes de la base aérienne 725.

Créé en 1987, le technopôle a été réalisé sur l’ancienne base aérienne militaire du Bourget-du-Lac, à proximité de la rive sud-ouest du lac du Bourget, entre Chambéry et Aix-les-Bains. Il a été auparavant présidé par Jean-Pierre Vial entre 1987 et 2015.
Une partie de l'ancienne base aérienne 725 du Bourget-du-Lac est cédée en 1985 par l'État français à un Syndicat mixte communal, le Sypartech, afin que soit aménagé un parc technologique. L'année suivante, ce dernier voit l'arrivée de nouveaux partenaires que sont le conseil général du département de la Savoie, ainsi que les communes de Chambéry, La Motte-Servolex, Aix-les-Bains et la Chambre de commerce et d'industrie de la Savoie, qui ne sera finalement qu'un membre associé. L'Université de Savoie, se voit pour sa part octroyer 12 ha sur les 63 ha du futur parc. Savoie Technolac devient le nom officiel en 1987.
Les premières entreprises s'installent en 1989. En 1992, s'installe le pôle scientifique de l’Université Savoie-Mont Blanc : 15 000 m2 de bâtiments universitaires. La même année s'installe également le CNEH (Centre National de l’Énergie Hydraulique) devenu CIH (Centre d'ingénierie Hydraulique) d'EDF : 450 chercheurs.
En 1995, l’école supérieure de commerce (ESC) de Chambéry s’installe à Savoie Technolac, devenue INSIGNIS. L'année 2005 voit la création de l’institut national de l'énergie solaire. En 2007, l'Institut de microélectronique, électromagnétisme et photonique - Laboratoire d'hyperfréquences et caractérisation s'implante sur le site.

Logo du technopôle.

Les célébrations du 25e anniversaire du site ont commencé en juillet 2012.
2012 marque l'année de la RT 2012, réglementation thermique 2012, démarche que suit Savoie Technolac activement.
En 2014, il accueille désormais 230 entreprises et 9000 technopolitains dont 5000 étudiants et 3500 emplois (1000 chercheurs).
En 2017 lors de la mise en application de la loi NOTRe, la structure Savoie Technolac a été dissoute et a intégré le syndicat mixte Chambéry-Grand Lac économie qui assure le développement économique du bassin de vie regroupant les agglomérations de Chambéry et Aix-les-Bains.

## Savoie Technolac 2050
Près de 40 ans après la création de Savoie Technolac, Chambéry-Grand Lac économie a engagé en 2021 une démarche de bilan et de réflexion prospective sur le devenir du technopôle. 
Menée par un groupement d’étude en partenariat avec les usagers du parc, les communes de La Motte-Servolex, Le Bourget-du-Lac ainsi que les partenaires institutionnels ou associatifs, la démarche a permis d’aboutir fin 2022 à un scénario ambitieux à l’horizon 2050 qui se décline en quatre grands thèmes : environnement, mobilité, aménagement et animations.

### Aménagement et sobriété foncière
En termes d’aménagement et de sobriété foncière, l’objectif est d’optimiser les espaces avec des actions comme la requalification de la partie nord (ancienne/ZAC 1) du parc et l’exemplarité de la future extension au sud (ZAC 3) ou encore l’élaboration d’un « livre blanc » (guide de bonnes pratiques) de l’immobilier productif, la généralisation du bail à construction, et la coordination avec les projets d’aménagements des communes voisines.

### Mobilité
Concernant la mobilité l’objectif est de favoriser les mobilités douces en assurant les continuités cyclables et piétonnes, piétonisant certaines zones, favorisant l’usage du bus, en lien avec les agglomérations, et du covoiturage mais aussi en développant des parkings mutualisés ou en silo.

### Animations
Les animations se multiplient, quelles soient professionnelles ou extra-professionnelles comme les TechnOlympiades. De nouveaux événements voient le jour, comme les Réveil Tech, dédiés aux experts techniques du parc, ou le marché de noël des start-ups, et de nouveaux services sont à l’étude comme des commerces éphémères.
En parallèle, une newsletter mensuelle a été mise en place en 2022, envoyé à plus de 600 abonnés, et la présence sur les réseaux sociaux s’est accrue dans l’objectif de faire circuler l’information sur le parc.

### Environnement
En termes d’environnement, Savoie Technolac poursuit son travail pour maintenir les continuums écologiques, ces milieux favorables à un groupe d’espèces et reliés fonctionnellement entre eux, et cela passe entre autres par l’extinction des lumières, des nichoirs, un entretien encore plus respectueux des espaces (fauchage tarif, prairies fleuries, zéro produit phytosanitaire…) ou encore la désimperméabilisation des sols.
En parallèle une action d’information et de sensibilisation à la rénovation énergétique ou aux énergies renouvelables a été organisée fin 2023. Autour d’un défi circulaire et de deux ateliers, elle a permis de concrétiser des actions à impact au sein d’une dizaine d’entreprises.
Enfin, un sentier pédagogique nature a vu le jour à la fin de l’été 2024 autour de Savoie Technolac.

## L'incubateur Savoie Technolac
Chambéry-Grand Lac économie propose sur Savoie Technolac un dispositif d'accompagnement à la création d'entreprises : l'incubateur Savoie Technolac.
Présent depuis 2005 sur Savoie Technolac, l’incubateur Savoie Technolac est un incubateur public généraliste, implanté au cœur d’un écosystème innovant, au service des entrepreneurs et de la création d’emplois. 
Depuis sa création, 350 entrepreneurs ont bénéficié d’un accompagnement individualisé et collectif en vue de sécuriser et accélérer le développement de leur projet d’entreprise.
L’incubateur a contribué à l’émergence de nombreuses start-up qui se développent aujourd’hui sur le territoire comme : Heliup, Argaly, RunMotion Coach, Steady Sun, Atawey, Energy Pool, PowerUp, Lunabee, Enalean, Corturnix, Spygen, NovalpQuartz, Alganelle, DNA Gensee, CT2MC, Helioslite, SkinObs, Nanobiose,…
Le dispositif propose également une action en direction des étudiants afin de développer l’esprit d’entreprendre et accompagner les startupers de demain. Avec à ce jour, des résultats très positifs : 10 000 étudiants sensibilisés, plus de 500 rendez-vous individuels avec des porteurs de projets étudiants et 60 créations d’entreprises par des étudiants.

## Résidents de Savoie Technolac

### Enseignement et recherche
- Université Savoie Mont Blanc
  - UFR Sciences et Montagne (SceM)  (Issue du regroupement de UFR Centre Interdisciplinaire Scientifique de la Montagne - CISM et de l'UFR Sciences Fondamentales et Appliquées - SFA depuis le 1er janvier 2016)
  - Polytech'Savoie
  - IUT de Chambéry
  - 9 laboratoires de recherches
- Arts et Métiers ParisTech, institut de Chambéry ex ENSAM - Institut de Chambéry
- INSEEC
- CROUS
- Institut national de l'énergie solaire

### Sociétés, services et innovation
Voici quelques services et entreprises localisés sur le site de Technolac :
Services :
- Medilac (pôle médical)
- CNFPT, Centre National de Formation de la Fonction Publique Territoriale
- Pôle Emploi
- Crèche
- Restaurants
- Reprographie
- Poste

230 entreprises et start-up innovantes parmi lesquelles :
- Atawey, solution d'autonomie énergétique pour sites isolés[8]
- STMicroelectronics, équipe géolocalisation ultra large bande
- Patriarche
- Savoie Mont-Blanc Angels
- CT2MC, créatrice de drones aquatiques, les spyboats (drones pilotés par interface tactile pour réaliser des prélèvements, sans contamination avec l'outil et l'environnement)[9]
- Energy Pool, modulation d'électricité
- Hasbro France SAS
- Helioslite, trackers solaires
- Roctool, créateur de procédés innovants pour le moulage rapide des composites, l'injection de plastiques et le métal[10]
- Steady Sun, prévision de production d'énergie solaire[11]

## Sources et références
1. ↑  Johannès Pallière, Le Lac du Bourget : lac majeur de France, La Fontaine de Siloé, 2003, 463 p. (ISBN 978-2-84206-234-7, lire en ligne), p. 366.
2. ↑  Louis Chabert, Jean-Marie Albertini, Jacques Champs et Pierre Préau, Un Siècle d'économie en Savoie : 1900-2000, La Fontaine de Siloé, 2001, 141 p. (ISBN 978-2-84206-157-9, lire en ligne), p. 213.
3. ↑  Site Internet de Savoie Technolac :
4. ↑  Article de Axel Rebecq, « Savoie Technolac au Bourget-du-Lac, quel avenir pour demain ?», paru dans l'édition de La Vie nouvelle du 27 juillet 2012. Consulté le 19 août 2012.
5. ↑  « La RT 2012 fait son bilan à Chambéry », Le Journal du bâtiment,‎ 13 décembre 2013
6. ↑  Article de Cyndie Bouvier, « Savoie Technolac va s’agrandir», paru dans l'édition Le Dauphiné libéré du 7 juin 2012. Consulté le 19 août 2012.
7. ↑  Liste complète des entreprises installées sur le site
8. ↑  « Atawey s'engage avec McPhy Energy », Eco des Pays de Savoie,‎ mai 2014
9. ↑  « CT2MC, drôles de drones », Eco des Pays de Savoie,‎ 2014
10. ↑  « Roctool accompagne les grandes marques », Galvanorgano,‎ 2014
11. ↑  « Favoriser les start-up de l'énergie », Journal du bâtiment et des TP,‎ juin 2014